# Parietální oko

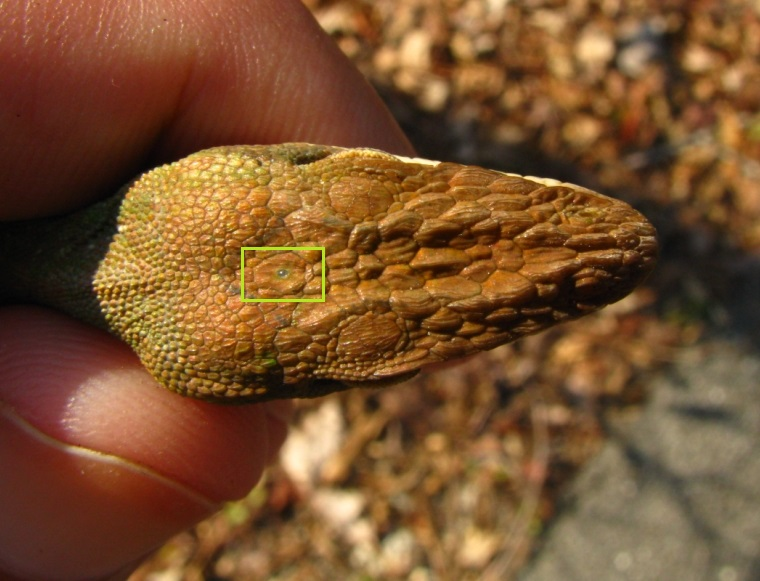
Anolis carolinensis

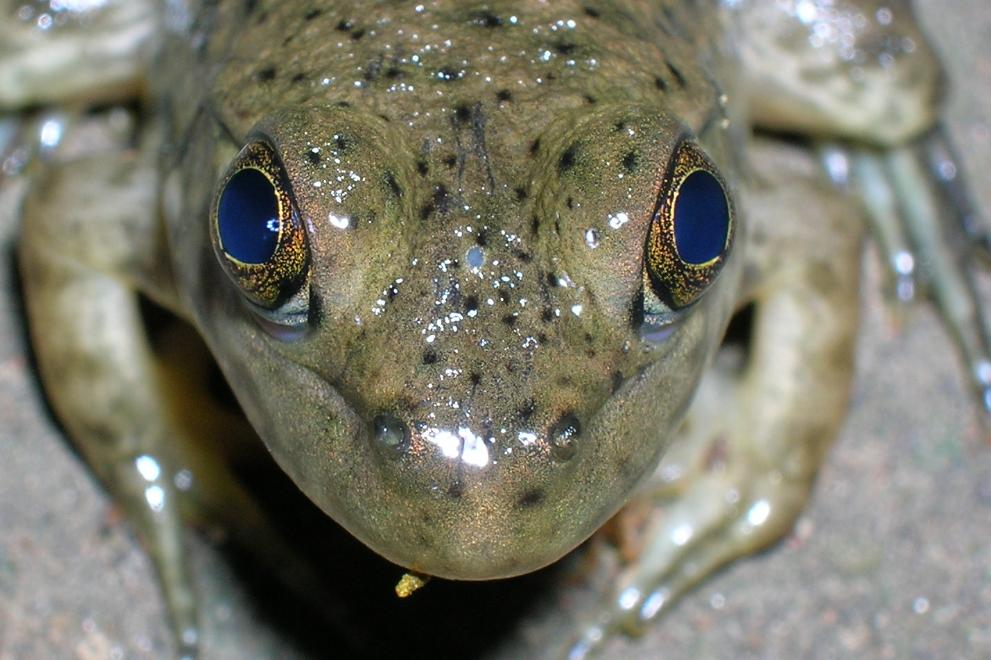
Parietální oko tohoto skokana je malá lesklá skvrnka mezi očima

Parietální oko („třetí oko“, „temenní oko“, též parietální či parapineální orgán) je světločivný orgán vyrůstající jako váčkovitá vychlípenina z epithalamické části mezimozku některých obratlovců. Vzniká z epifýzy, a to buď z její pineální, nebo opravdu z parapineální (parietální) části (nicméně mihule mají oba druhy zároveň). Oba typy třetího oka přitom podle některých autorů nejsou homologické. Pineální oko je typické pro mihule, některé primitivní ryby a obojživelníky, parapineální oko se vyskytuje u mihulí, hatérie a u mnohých ještěrů. Obecně nemají tyto útvary schopnost vytvářet obrázkový vjem jako pravé oči obratlovců, pouze vnímají intenzitu světla a dobu osvícení. Přesto se někdy vyvíjejí i útvary podobné sítnici, čočce a rohovce.